# Illini Terminal Railroad

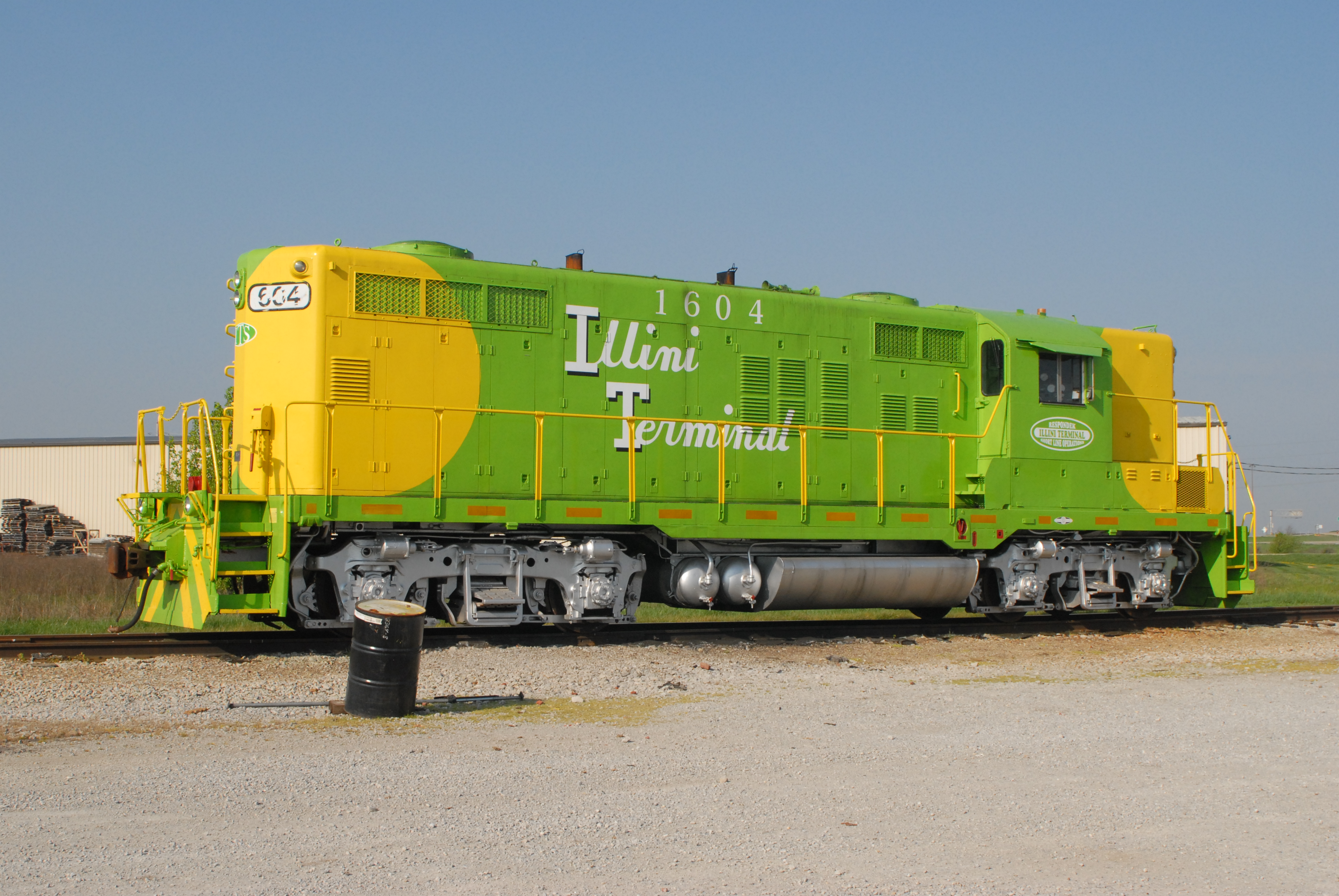
Nr. 1604 der Illini Terminal Railroad

Die Illini Terminal Railroad ist eine amerikanische Eisenbahngesellschaft in Litchfield (Illinois).
Die Gesellschaft ist ein Tochterunternehmen der Respondek Railroad. Seit dem 1. November 2011 betreibt die Illini Terminal Railroad einen 2,4 Kilometer langen Abschnitt der früheren Bahnstrecke Alton–Hillsboro der Cleveland, Cincinnati, Chicago and St. Louis Railway. Damit werden ein Industriegebiet und ein Werk der North American Pipe Corporation in der Stadt Litchfield erschlossen. Übergänge bestehen in Litchfield zur Norfolk Southern und zur BNSF Railway.
Für den Betrieb steht eine Lokomotive der Bauart GP10 (Nr. 1604) zur Verfügung. Die Lokomotive ist in den Farben hellgrün und gelb der früheren Illinois Terminal Railroad lackiert.